# شهرستان کلیتون (جورجیا)
شهرستان کلیتون، جورجیا (به انگلیسی: Clayton County, Georgia) یک سکونتگاه مسکونی در ایالات متحده آمریکا است که در جورجیا واقع شده‌است.